# Udawanie faula
Ten artykuł opisuje zagadnienie koszykarskie zgodne z normami FIBA.
Zasady w ligach NBA, NCAA lub innych mogą różnić się od tutaj przedstawionych.
Udawanie faula – jakiekolwiek zachowania zawodnika sugerujące, że został on sfaulowany (np. teatralnie wyolbrzymione ruchy/gesty), którego celem jest uzyskanie korzyści. Udawanie faula karane jest faulem technicznym.
Sędzia sygnalizuje udawanie faula poprzez dwukrotne opuszczenie i uniesienie przedramienia.
Pojęcie to zostało wprowadzone do oficjalnych przepisów gry w koszykówkę w 2017 roku.